# 動畫師
動畫師是一種專門職業，製作動態影像的從業人員，也是从事描绘动画作品中的繪圖藝術家。

## 簡介
在电视播放的动画影集當中有全部以CG技術制作的動畫节目。不过，大多數是純手工繪製的圖片或者數位繪圖板（Pen Tablet、)製作而成。動畫師工作內容主要包含：作畫（補間畫、原画、補間檢查、作畫監督）。主要的就業及業務方向：動畫電影/電視動畫、遊戲動畫、特效動畫、廣告/電視特效動畫。
剛投入動畫業的新人從補間及原畫積累經驗後，經過評估及意願有機會晉升到作畫監督、導演等較高層的職位。

## 工作內容
動畫
動畫，也被稱為中割、補間、中間畫或中間影格（英文：／日文：）。動畫一詞的意涵，除指“動畫”此一工序外，也被用於指代本工序之產物，同時也被普遍作為本工序負責人的職稱。此外，動畫工序之負責人亦可被稱為：中間動畫師（英文：／日文：）。負責原畫的原畫師需要繪製關鍵動作，有時原畫會有較多重疊筆觸的圖畫，負責中間影格的動畫師要先將多餘的線條清除，稱為清稿。清稿完成後將真正的線條整理出來，最後補足原画与原画之间的圖畫并将其插入，和Para Para漫画是同样的概念。除了要画原画之间的補間畫格外，还要在保持原画韵味的情况下对原画进行描线。原画描线后的动画张也叫做“原描（原画Trace）”。
動畫檢查
動畫檢查（英文：／日文：）是一個管理性質的職位。早期在動畫檢查並不存在的年代是作畫監督來負責，所以工作內容也有許多與作畫監督相通的地方。主要負責檢查動畫人員描繪的線條和動作的職能環節，一言以蔽之就是“動畫的品質管理”，換個說法也可以稱為“動畫的作畫監督”
原畫
原畫也被稱為關鍵影格（英文：／日文：）。原畫一詞所意味的，除指“原畫”此一工序外，也被用於指代本工序之產物，同時也被普遍作為本工序負責人的職稱。此外，原畫工序之負責人亦可被稱為：原畫師、關鍵動畫師（英文：／日文：）。在分鏡表完成後和助理導演洽商，根据图画分镜來画構圖、設計動作的關鍵畫面及時機。負責原畫的動畫師也會將原畫之間的畫面軌目和律表規劃好，以利補間影格的動畫師有參循的依據。在構圖作业中准备摄影、背景用的原图、運鏡等图画。助理導演确认構圖是否与分镜表的内容相符、想法是否有差异，最後交付給作畫监督進行最後檢查。
作畫監督
作画监督（英文：／日文：）主要確保動畫作畫品質、讓團隊作畫接近人物設定的風格和調整管理的职务。在一般的情況是由資深或是能力超群的动画师來担任。由于制作時間的关系，早期製作一集電視動畫的工期為五個星期；現代多為七個星期。所以一部电视动画會有多名作畫监督來個別管理作畫團隊、同時製作不同的集數。
總作畫監督
电视和電影動畫會设置「总作画监督」，但是有些動畫製作公司會用首席动画师（英文：／日文：）；首席作畫監督（英文：／日文：）；動畫導演（英文：／日文：）表示。
动画是多个作畫團隊共同制作，總作畫監督的主要工作是確保和統一整體的作畫品質。有時也要介入動畫製作的過程，例如對動畫師人員吩咐、對動畫技術研究解說和指導，海報設計。在動畫的製造工業的流程中是動畫部門的總負責人會和其他部門的總負責人進行溝通協調的會議，最後完成動畫作品。

### 數位作畫
數位作畫（英文：／日文：）已經普及。雖然使用觸控式螢幕和平板電腦作畫，但是主流方法仍是手工繪製。在目前動畫的業界以Toon Boom Animation、TVPaint和Clip Studio Paint為主，利用軟體從構圖到原畫和補間到最後完成數位的動畫。

### CG
CG動畫師（英文：／日文：）使用電腦技術負責編輯和渲染整個場景或鏡頭。
- 在日本能完全掌握CG專業的動畫師很罕見，動畫師很難靈活運用CG技術[10]。但是許多日本的動畫製作公司徵才的入職基本條件都需要3DCG、CGI技術，如Actas[11]、OLM[12]，必須條件為Autodesk 3D Studio Max、Autodesk Maya、Unreal Engine等，在語言能力方面英文能力也成為基本門檻之一。[d]。
- 在美國，3DCG動畫技術已經發展成熟，现在2D動畫在美國幾乎已被這項技術取代，特別是在场景中。

### 人物設定和設計
- 人物設定（英文：／日文：）是根據原作、編劇、導演創作的故事來設定登場人物的身世背景、年紀、職業、身高與體重、特質、性格，讓人物更具有魅力[13]。在動畫工業中是資深的原畫師、作畫監督或總作畫監督兼任[13]。
- 人物設計（英文：／日文：）是根據原作、編劇、導演創作的故事來設計登場人物的造型[e]讓人物更具有魅力[14]。人物設計圖表包含：人物的全身、正面、背面和側面圖、動作姿勢、各種情緒的面部表情、衣服配件等，集結其他登場人物在同一張設計圖表中的身高對照圖[15]，目的是用作統一不同動畫師繪畫的風格。在動畫工業中是資深的原畫師、作畫監督或總作畫監督兼任[13]。

## 術語
“卡袋”（英文：／日文：）
裏頭包含動畫師繪製所需的構圖畫紙，補間畫紙，原畫紙，修正畫紙和和時間表（英文：／日文：）。
“重做(退修)”（英文：／日文：）
如果繪製的圖畫水準不佳，負責作畫監督或總作畫監督的動畫師有可能要求重新繪製。
“卡”（英文：／日文：）
指一張鏡頭，一張鏡頭是由多格圖層組合而成。

## 製作
1980年代，中國、韓國的動畫師有各自獨特的民俗作畫風格。美國與日本的動畫製作差異，動畫是為每一秒鐘以24張畫面連續播映形成一個連環的動態影像。日本的動畫只要畫8張來重複播映3次，或是12張重複播映2次就能達到每秒24張畫面。但是美國是全動畫式藝術。大塚康生：「Animation是"賦予生命"及"靈活化"的圖畫。日本動畫首重故事性，再來是說故事的技巧及美麗的畫面。美國則是講究動作的"流暢性"，這點與日本截然不同。所以日本動畫影片可以說是搭配音響、配音的Comics，雖然有它的優勢性，但是要登上國際舞台還是有一段距離。」「日本動畫的基礎是學習自美國動畫。要學會全動畫還是得到美國去。」
動畫師初學者主要學習如何將靜止的畫面，讓它們靈活和流暢的動起來。2D動畫與3D動畫的製作差異越來越小，從手繪的2D平面原稿只要經過電腦設計，就能創造出3D的動畫。前田庸生：「想要成為傑出的動畫師，就是要不斷地充實自己的知識、接觸各領域的東西。所以不單只是動畫，包含小說、雜誌、電影、藝術品、舞台劇等。」
以1986年開始在日本播映的電視動畫《七龍珠》系列為例子，每一秒鐘需要繪製18張畫，中間搭配6張重複畫來快速播放、成為24張正在動的連續圖畫。製作一集需要27,000張賽璐珞。要為這部電視動畫影集創造一個單元平均需要16位原畫的動畫師、35位補間的動畫師、32位畫龍點睛的背景藝術家和5位攝影師。製作單一集不包含監製、製作進行等就需要動員150個人。當年實際探訪東映動畫公司《七龍珠》製作現場的日本漫畫作家鳥山明評論道「動畫製作是一項非常艱苦的工作，還是畫漫畫比較幸福」。
製作電視動畫的一集需要43,200張的畫面。電影院放映的動畫電影的製作成本為2億～3億日圓，電視台播出的電視動畫一集1200萬日圓，深夜的電視動畫一集約為1400萬日圓。

## 作畫崩壞
作畫崩壞是指“動畫作品的品質混亂”。在日本著名的例子：1998年《失落的宇宙》、2006年《夜明前的琉璃色》。

### 成因
- 製作階段的預算和工期不足，負責補間或原畫的動畫師能力未達水準，或是到交貨為止負責品質管理的作畫監督疏失影響動畫品質的緣故[23][24]，包括：
  - 登場人物的動作不自然[23][24]
  - 色彩或上色錯誤[23][24]
  - 不成比例和歪斜不正常的畫面[23][24]
- 動畫的產業從惡劣的工作環境和收入，所以願意投入動畫業的人數減少、後繼者的能力無法獲得成長[25]。
- 少子化。特別是針對兒童的動畫作品，出資的贊助者抱著想要節省經費的窘境[25]。為了降低製作成本預算，外包給成本低廉的國家及人事費的[26][25]。因為地理距離和語言不通，負責品質統一的作畫監督很難做到品質管制[27][25][28]。

動畫製作的技術逐年變化，觀賞動畫的觀眾眼光越來越高，通過網路與粉絲之間的交流也比以前更加活躍，對作畫的話題變得敏感也是作畫混亂容易被關注的原因之一。

## 職業文化
動畫師大多是自由职业者，薪酬是以繪畫稿件的多少計算。
日本動畫師的稿件價值是每張約120日元至350日元（連各項稅收）。中國大陸及臺灣等地方的動畫師，每張稿件價值70至200元，所以現在的動畫工作室多會為資金較緊拙的動畫作品派到外國製作。
臺灣動畫工業的輝煌年代是1990年代，世界有近三分之一的動畫影片由臺灣代工，其中包含美國華特迪士尼1994年《獅子王》、1998年《花木蘭》。雖然從代工發展到自製動畫長片過程發展不順、臺灣動畫產業榮景不在，但是在遊戲軟體、電視廣告和MV，演唱會、電影後期製作的特效仍然需要動畫，所以臺灣多媒體動畫師成為眼下炙手可熱的職人。動畫師的養成需要3到5年的時間，起薪為月收入2萬8千元的新台幣；5年、6年後的月收入可以來到6萬至7萬的新台幣，資深的動畫師可以達到10萬元的新台幣。
美國是世界的动画製造工業中收入很高的國家。在2018年統計动画师的平均月收入为6,043美元，資歷較深的動畫師平均月收入10,255美元；导演和制片人为10.875美元。但是薪水取决于许多因素：教育程度、製作公司的规模到地理位置。例如皮克斯動畫、夢工廠動畫、華特迪士尼和索尼动画是大型規模的動畫製作公司，其薪酬也較高。
在日本以外，這个领域工作的人有社会保障制度存在。特别是在法国，除了设立健康保险和退休金以外，還有一年一度的“Conges Spectacles”給與一個月有薪假的最大優勢。但是，如果沒有case工作的话，工资就会很少。

### 日本
在昭和時期與平成時期初期約1998年前後，由於日本僅有極少數幾間學校開設動畫專業，且只集中在東京都。立志成為動畫師的人大多直接向人拜師，因此師徒關係很常見，多數人都是從做中學習。日本的動畫業界講究傳承和出身。兩個陌生的日本動畫從業者在第一次見面時進行盤道：現在任職的公司、第一個待的公司、第幾期的學員、指導的師傅是誰。當盤問完就能初略知道對方的風格與派系，對於師承與前後輩有一定程度的瞭解。現今由於各大專科院校開設動畫專業漸漸少有了，類似的是建教合作、研修實習生。但是沒有經過基礎培育或基礎未打好的人，工作時容易出現能力不足等原因受到心理挫折，离开動畫业界的例子有很多。新人动画師的收入不能獨立生活、没能出人头地的动画師為多數。
在日本有37.7%的動畫師是自由職業或約聘職員，薪酬根據作品的補間的張數、作品程度、動畫製作公司不同，一張稿件為150日圓～250日圓。因为不是正式雇佣（正式职员），所以没有健康保险和年終獎金等一般公司會擁有的福利。固定月薪制的動畫制作公司是吉卜力、京都动画、Synergy SP、新銳動畫、OLM…等。除了少數動畫製作公司提供這項薪資保障之外，多數動畫業界處於惡劣的低收入勞動環境，每一年當中有90%的離職率。平均工作時間為一天15小時，直接待在公司過夜的例子很多。为了改善恶劣的劳动条件，2007年（平成19年）10月13日Live Studio的董事芦田丰雄作為發起人、设立日本動畫師協會JAniCA和目的是盡力讓動畫師享有社會保險。
2019年日本動畫師協會JAniCA發佈動畫師調查最新統計。統計期間：2018/11/6～2018/12/19，對20歲至69歲動畫師人員調查，調查的總人數為65539‬名
- 補間的動畫師，月收約10.4萬日圓；年收入平均125萬日圓
- 補間檢查的動畫師，月收約22.8萬日圓；年收入平均274萬日圓
- 原畫的動畫師，月收約27.9萬日圓；年收入平均335萬日圓
- 作畫監督，月收約44.8萬日圓；年收入平均538萬日圓
- 總作畫監督，月收約64.8萬日圓；年收入平均778萬日圓
- 已婚人數佔59.9%、未婚人數佔39.3 %
- 每日平均工時9.66小時，一個月的工時230.97小時；月休5.40天。

從事40年動畫工作的中野彰子在togetter討論區回憶道「當年初出社會時多數動畫製作公司補間一張50日圓～100日圓，我待的是一張補間150日圓的Studio Junio（現：Junio Brain Trust），工作時間很長，大部分只有休星期日。當年一個月畫1000張圖畫、最基層的補間的月收入要達到15萬日圓並不難，這是相當於1980年代大學畢業生初社會的薪水。現在的動畫的圖畫特別精細，但是單價卻沒有多大的變化。」「動畫師的工作時間取決於自己的技術熟悉度。一般情況在7小時至8小時就能完成一天的工作量，但是對於工作不熟悉的動畫師，在下班時間經常需要留下來繼續加班。」
2008年的統計大約有25%的動畫師年收入是在100萬日圓以下。廣告代理商和製作局等的“製作委員會”抽出了很多製作費，因為給製作公司的製作費很少，這也是動畫師沒有足够收入的理由之一。導演山崎理提出“動畫製作的預算分配真的很奇怪，幾乎分配給了音效指導、劇本家、攝影，這是不是太過分了呢？”另一方面，中国的ACG企业在日本设立了公司，为了吸引优秀的人才，也提供比日本的制作公司更高的待遇。
2016年10月，任職於P.A.Works的动画師在自己的Twitter上發表自己的薪資单，并对该公司的就业条件和工资持批判态度，最高的收入是在2016年10月為6万7569日圓引發各界人士關注。
1990年代後半开始，日本动画業界陸續轉型為数位动画，2000年代以后更進步到自动生成技术省力化。因为数位化也需要一定的人手，现在动画業界仍是劳动密集型的产业。

## 相關工具

### 2D動畫（二維動畫）
- OPTPiX SpriteStudio
- RETAS STUDIO
- OpenToonz
- Moho
- Live2D
- Clip Studio Paint
- TVPaint Animation
- Toon Boom Animation
- CrazyTalk Animator
- Spine
- Adobe Animate
- Adobe Photoshop
- Adobe Illustrator

### 3D動畫（三維動畫）
- Autodesk 3D Studio Max
- Autodesk 3ds Max Design
- Autodesk MotionBuilder
- Autodesk Maya
- Adobe Photoshop
- Adobe Illustrator
- Adobe Premiere Pro
- Adobe After Effects
- Softimage
- Maxon Computer Cinema 4D
- Houdini
- Unreal Engine
- Unity
- ZBrush
- Blender

### 影像處理
- Final Cut Pro
- PhotoImpact

## 關聯證照

### 動畫
- 3D Studio Max 認證
- MAYA 動畫設計
- After Effects
- Adobe Certified Associate Photoshop
- Adobe Certified Flash Designer
- Adobe Certified Associate Flash
- Adobe Certified Associate Dreamweaver
- Autodesk 3ds Max Design
- TQC+ 影像處理 Photoshop
- TQC+ Flash動畫設計 Flash
- ITE數位內容遊戲美術專業人員

### 語言
- 多益 
- 雅思 
- JLPT 

## 延伸閱讀
- 動畫師成長之路，動畫技能修煉五十一招 - 微文庫 2018年3月23日

- 加拿大角色動畫師x 吳柏震專訪 - 易禧部落格 2019年2月14日

- 林思翰 陳柏尹身為動態設計師，我說的其實是YOTTA路邊攤計畫 ... - YOTTA 2018年1月31日
- 【非凡新聞】動畫王國榮景不在? 動畫師工作甘苦揭密 - USTV 非凡電視 2018年8月21日
- 「李翔」本人！迪士尼首位台灣動畫師　曾是班上低能兒 - 三立LIVE新聞 2016年10月18日

## 其它相關
- 「Animation: The Global History」 - Thames and Hudson/Maureen Furniss.